# Ana Marcela Cunha
Ana Marcela Jesus Soares da Cunha (Salvador, Bahia; 23 de març de 1992) és una nedadora i militar brasilera que competeix en proves de marató aquàtica. Guanyadora del premi de millor nedadora d'aigües obertes del món en 6 ocasions i or olímpic a Tòquio 2020.
És considerada una de les majors maratonistas aquàtiques de la història, havent obtingut també 14 medalles en mundials (7 d'or) i 5 edicions de les Sèries Mundials. Les seves conquestes són comparables només a les de Larisa Ilxenko.

## Carrera esportiva
La família de Cunha està molt lligada a l'esport, doncs el pare era nedador i la mare, gimnasta. Va començar a nedar als dos anys. El 2001 va passar a entrenar-se en el Club Olímpic de Natació a Salvador, i el 2007 va traslladar-se a Santos (litoral paulista) per a ingressar en la Universitat Santa Cecília. Actualment és sergent tercer de la Marina del Brasil.
Va participar en els Jocs Olímpics d'Estiu de 2008, realitzats a Pequín, on va acabar en la cinquena posició de la prova de marató de 10 km. En el Campionat del Món de natació de 2009 va obtenir la 22a posició en la mateixa prova. Va guanyar la medalla de bronze en el mundial de natació en aigües obertes i va ser campiona del circuit Copa del Món (ara anomenades Sèries Mundials) en 2010. Per aquest motiu, va ser triada per la Federació Internacional de Natació (FINA) la millor nedadora d'aigües obertes d'aquella temporada, i també va obtenir el premi Brasil Olímpic. En el Campionat del Món de Natació de 2011 realitzat a Shanghai, va ser 7a en la marató aquàtica de 5 km i va vèncer la prova de 25 km, amb un temps de 5 hores 29 minuts i 22 segons. En la prova dels 10 km, va ser 11a, quedant fora de les places directes per disputar els Jocs Olímpics de Londres 2012. Poc després, en els Jocs Panamericans de 2011, va ser 5a en la prova de 10 km.
L'any 2012, Cunha va decidir no participar de la competició de Setúbal que havia de donar les darreres places per Londres. Va centrar-se en les curses de la Copa del Món, guanyant-ne el títol per segon cop. En el Campionat del Món de 2013, a Barcelona, va fer-se amb la medalla de bronze en la marató de 5 km, mentre que la seva compatriota Poliana Okimoto va ser plata. Ambdues van repetir podi en la prova de 10 km, que va guanyar Okimoto, amb Ana Marcela en segona posició. El 2014 va vèncer la Travessia Capri-Napoli, tradicional prova italiana que cobreix una distància de 36 km, marcant un nou rècord femení amb un temps de 6 hores 24 minuts 47 segons. Era la primera vegada que disputava la prova. El mateix any va conquerir el tricampeonat de la Copa del Món de Maratons Aquàtiques, pujant al podi en totes les etapes. Va ser escollida novament la millor mataroniana per la FINA.

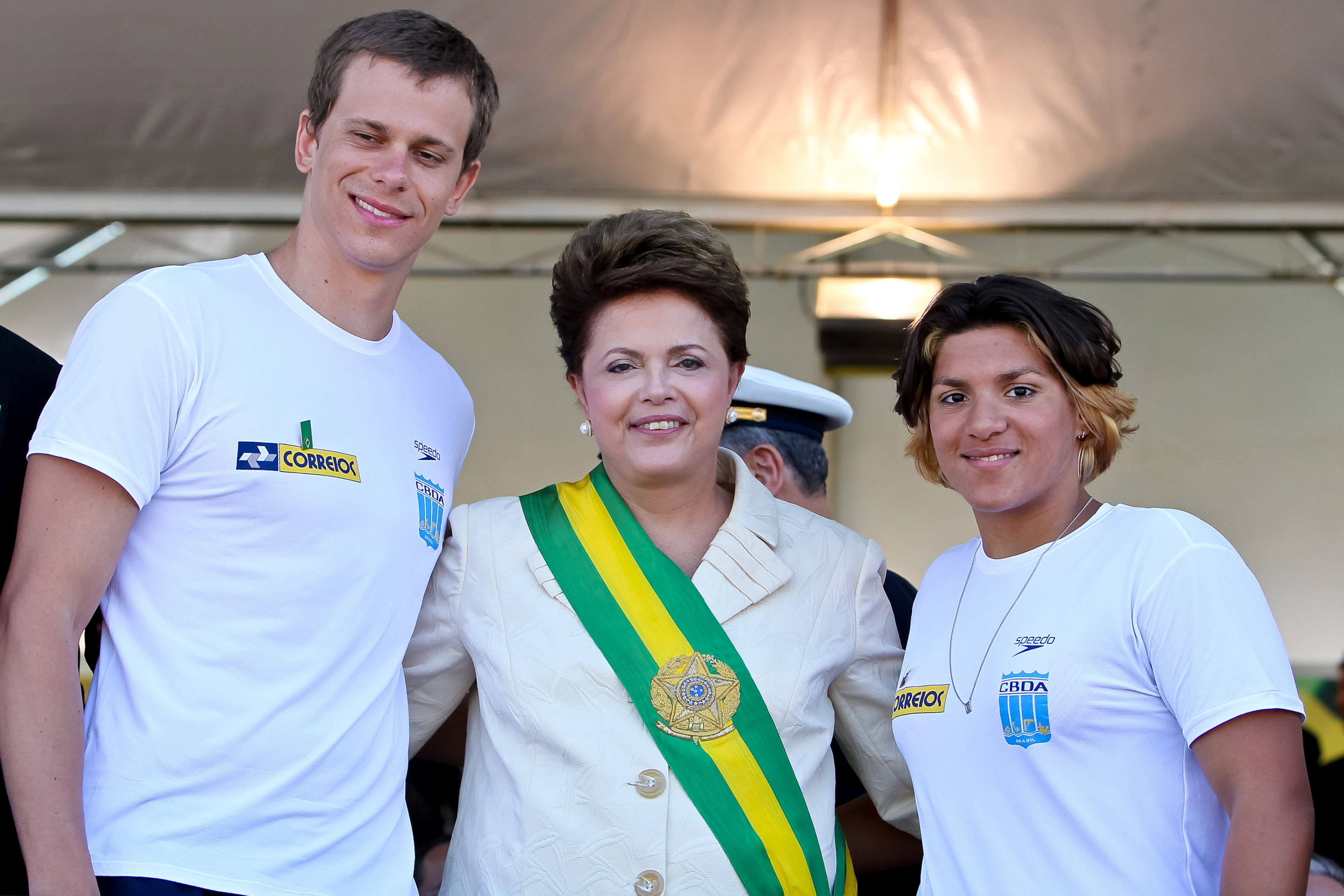
Amb la presidenta Dilma Rousseff, 2011.

Ana Marcela va participar en els Jocs Olímpics de 2016, celebrats al seu país. Era una de les favorites al podi, no obstant això va acabar en un decebedor 10è lloc. Va afirmar que havia tingut problemes per a alimentar-se durant la prova. L'any 2017, en els mundials de Budapest, va guanyar el seu tercer or en la prova de 25 km, mentre que va ser bronze en les distàncies de 5 i 10 km. Aquest any va ser novament nomenada millor maratoniana, guardó que va repetir el 2018. En el Campionat del Món de 2019, a Gwangju, Ana Marcela va conquerir la medalla d'or en 5 i 25 km. Aquestes conquestes la van convertir en la major medallista de la història de la competició. Aquell mateix any, va fer història als Jocs Panamericans de Lima conquerint la primera medalla d'or del Brasil en la prova de 10 km.
Ana Marcela es va classificar per a la prova de marató aquàtica dels Jocs de Tòquio 2020 (que es van ajornar fins al 2021), on va proclamar-se campiona olímpica. En el Campionat del Món de 2022, realitzat a Budapest, Cunha va obtenir per segona vegada consecutiva l'or en la prova dels 5 km de la marató aquàtica. També va guanyar el bronze ens 10 km. En la prova dels 25 km es va convertir en pentacampiona mundial. L'octubre de 2023, en els Jocs Panamericans de Santiago, Ana Marcela va conquerir la medalla de plata en la prova de 10km.
- Nedant durant la prova olímipca
- Sortint de l'aigua després de guanyar la cursa
- Cerimònia d'entrega de medalles

## Honors
En 2019 va entrar al Saló de la Fama Internacional de la Marató aquàtica.